# Platja de Coma-ruga
La platja de Coma-ruga és una platja urbana del litoral de Coma-ruga, barri marítim del municipi del Vendrell (Baix Penedès). Limita a llevant amb la platja de Sant Salvador, a l'alçada de la plaça del Pessebre, i a ponent amb la platja del Francàs. La línia de platja és contínua, resseguida pel passeig marítim de vianants. Orientada al sud-sud-est, té una longitud de 2.371 metres i una amplada mitjana de 100 metres, formada per sorra fina, amb un pendent d'entrada a l'aigua suau. Disposa de passarel·les d’accés, dutxes, servei de socorrisme i punts de lloguer de gandules i patins aquàtics.
La platja està guardonada amb la Bandera Blava, que reconeix internacionalment la qualitat de l'aigua i serveis. L'Agència Catalana de l'Aigua efectua un control setmanal de la qualitat de l'aigua, durant la temporada de bany, amb el resultat d'excel·lent.
El 2025 s'habilità una zona de 2.500 m² apta per a gossos davant dels jardins de l'Alberg.
A la part central de la platja hi ha el port de Coma-ruga i la desembocadura del Riuet de Coma-ruga. A l'extrem sud-oest, part de la massa d'aigua està inclosa dins la reserva marina de la Masia Blanca.